# Luis Brezzo
Luis Andres Brezzo Paredes (* 20. März 1939 in Montevideo; † 20. September 2002 ebenda) war ein uruguayischer Politiker und Journalist.
Luis Brezzo studierte an der ingenieurwissenschaftlichen Fakultät ("Facultad de Ingeniería") der Universidad de la República. Der Gewerkschaftsführer der Asociación de Empleados Bancarios del Uruguay (AEBU) arbeitete als Journalist für die Zeitungen Acción, Hechos und Nuevo El Plata.
Brezzo, der der Partido Colorado und innerhalb dieser dem Sektor des Foro Batllista angehörte, begann seine politische Karriere, nachdem die zivil-militärische Diktatur in Uruguay im Jahre 1985 überwunden war. Von März 1985 bis April 1988 war er während der Regierungszeit Sanguinettis Nationaler Arbeitsdirektor (Director Nacional de Trabajo) und hatte für einen kurzen Zeitabschnitt die Funktion des Vizepräsidenten der Banco La Caja Obrera inne. Er war vom 5. Juni 1989 bis zum 1. März 1990 Minister für Arbeit und soziale Sicherheit. Sodann hatte er in der 44. (für die lista 2000) und 45. Legislaturperiode vom 15. Februar 1995 bis zum 1. März 2000 ein Titularmandat als Senator in der Cámara de Senadores inne. 1997 wirkte er dabei als Erster Vizepräsident des Senats. Vom 24. August 1999 bis zum 14. Februar 2000 übernahm Brezzo die Leitung des Ministeriums für Viehzucht, Landwirtschaft und Fischereiwesen. Während der laufenden 45. Legislaturperiode wurde ihm am 1. März 2000 in der Regierung von Präsident Jorge Batlle das Amt des Verteidigungsminister Uruguays übertragen. Er verstarb im Sanatorium der Asociación Española während seiner Amtszeit an den Folgen einer Krebserkrankung. Brezzo wurde auf dem Cementerio del Buceo beigesetzt.
Brezzo war mit Alma Onetti de Brezzo verheiratet und hatte zwei Kinder namens Ana und Eduardo sowie die drei Enkel Carlos, Luis und Felipe.

## Zeitraum seiner Parlamentszugehörigkeit
- 15. Februar 1995 bis 14. Februar 2000 (Cámara de Senadores, 44. LP)
- 15. Februar 2000 bis 1. März 2000 (Cámara de Senadores, 45. LP)